# 梁清寬
梁清寬（1620年—1691年），字敷五，直隸真定（今河北省正定縣）人。清初政治人物。

## 生平
明代重臣梁梦龙曾孙，梁清標胞弟。崇祯庚午（1630年）举于乡，为秀才。順治三年（1646年）丙戌科二甲第一名進士（傳臚），選庶吉士，散館授弘文院編修。歷官右春坊右庶子。順治十年（1654年），改內翰林國史院侍讀學士。順治十五年，官至吏部侍郎。康熙六年，以吏部侍郎的身份致祭華山。他與堂弟梁清远、梁清标皆科甲折桂，時称“三梁”。康熙三十年（1691年）去世。著有《棠村奏草》、《棠村隨筆》、《蕉林詩集》等。